# کنسوکه نبیکی
کنسوکه نبیکی (انگلیسی: Kensuke Nebiki؛ زادهٔ ۷ سپتامبر ۱۹۷۷) بازیکن فوتبال اهل ژاپن است.
از باشگاه‌هایی که در آن بازی کرده‌است می‌توان به باشگاه فوتبال کاشیوا ریسول اشاره کرد.